# 윤승훈
윤승훈(尹承勳, 1549년 ~ 1611년)은 조선의 문신이자 영의정이다. 자는 자술(子述), 호는 청봉(晴峰), 본관은 해평(海平), 시호는 문숙(文肅)이다.

## 생애
1573년 식년 문과에 병과로 급제하여 사간원정언, 사헌부정언이 되고 정인홍, 이이와 함께 심의겸을 탄핵하다가 1581년, 신창현감으로 좌천되고 1592년, 사간원사간으로써 무유어사, 선유사, 조도사를 맡았고 1594년, 충청도관찰사를 거쳐 형조참의, 병조참의, 호조참판, 병조참판, 대사헌을 연이어 지내고 도승지를 지낸 뒤 1597년, 형조판서가 되어 사은사로 명나라에 다녀온 뒤에 이조판서, 예조판서, 병조판서를 거쳐 우의정, 좌의정을 거쳐 영의정에까지 올랐다. 다시 동지돈녕부사, 영중추부사로 전임되었다.

## 가족 관계
- 증조부 : 윤훤(尹萱)
  - 할아버지 : 윤은필(尹殷弼)
    - 아버지 : 윤홍언(尹弘彦)
    - 어머니 : 이개(李王+豈, 1507 ~ ?) - 장림수(長臨守) 이순민(李舜民, 1569 ~ 1621)의 딸[1]
      - 형 : 윤승경(尹承慶, 1523 ~ 1583)
      - 누나 : 윤여정(尹女貞, 1524 ~ ?)
      - 누나 : 윤여옥(尹女玉, 1526 ~ ?)
      - 누나 : 윤여종(尹女終, 1528 ~ ?)
      - 누나 : 윤여순(尹女順, 1529 ~ ?)
      - 형 : 윤승길(尹承吉, 1540 ~ 1616)
      - 누나 : 윤애옥(尹愛玉, 1542 ~ ?)
      - 누나 : 윤애정(尹愛貞, 1543 ~ ?)
      - 누나 : 윤애종(尹愛終, 1545 ~ ?)
      - 형 : 윤승서(尹承緖, 1544 ~ 1602)
      - 여동생 : 윤막순(尹莫順, 1553 ~ ?)
      - 부인 : 창녕 성씨 - 성호문(成好問)의 딸
        - 장남 : 윤공(尹珙)
        - 며느리 : 청송 심씨 - 심제겸(沈悌謙)의 딸이자 명종의 국구(國舅) 심강(沈鋼)의 손녀
        - 차남 : 윤숙(尹{王+肅})
        - 장녀 : 이경여의 처
        - 차녀 : 양천 허씨 허국(許國)의 처

      - 측실 : 이름 미상
        - 서자 : 윤형(尹珩)
        - 서녀 : 윤창수의 처
        - 서녀 : 정복길의 처
        - 서녀 : 용천군수의 처

1. ↑  효령대군의 고손녀
효령대군 → 보성군 → 원산군 → 장림수 이순민 → 이개